# II liga polska w hokeju na lodzie (2019/2020)
II liga polska w hokeju na lodzie w sezonie 2019/2020 rozgrywana na przełomie 2019 i 2020 roku jako 9. sezon rozgrywek o mistrzostwo II ligi w hokeju na lodzie po reaktywacji rozgrywek na tym poziomie ligowym. W poprzedniej edycji 2018/2019 rozgrywki wygrała drużyna KS Hockey Oświęcim. 

## Sezon zasadniczy
Format rozgrywek został stworzony z podziałem na grupy wedle geograficznego położenia drużyn. Ustalono Grupę Południową liczącą pięć drużyn, Grupę Północno-Wschodnią skupiającą trzy drużyny oraz Grupę Północną zrzeszającą trzy zespoły
| Grupa Południowa - KH Gazda Team Nowy Targ - Infinitas KH KTH Krynica - KS Hockey Team Oświęcim - KS Sigma Katowice - Zagłębie II Sosnowiec |  | Grupa Północno-Wschodnia - ADH Husaria Białystok - LHT Lublin - Gauja Wilno (Litwa) |  | Grupa Północna - BKS Bydgoszcz - PTH Koziołki Poznań - KH Warsaw Capitals |

## Turniej finałowy
Z uwagi na pandemię COVID-19 turniej finałowy został przełożony i odbył się w dniach 26-27 września 2020 w Krynicy-Zdroju, a triumfatorem została drużyna Infinitas KH KTH.
Wyniki
- Infinitas KH KTH - Gazda Team Nowy Targ 10:1 (2:1, 5:0, 3:0)
- Warsaw Capitals - Sigma Katowice 1:4 (0:0, 1:2, 0:2)
- Infinitas KH KTH - Sigma Katowice 13:2 (3:1, 6:0, 4:1)
- Warsaw Capitals - Gazda Team Nowy Targ 4:8 (0:2, 3:4, 1:2)
- Gazda Team Nowy Targ - Sigma Katowice 5:6 (0:3, 4:2, 1:1)
- Infinitas KH KTH - Warsaw Capitals 9:1 (5:0, 3:0, 1:1)